# 生涯学習賞
生涯学習賞（しょうがいがくしゅうしょう）は、京都府亀岡市が主催する、生涯学習の推進に貢献のあった個人あるいは団体・グループを表彰する賞である。

## 賞の概要

### 生涯学習大賞「石田梅岩賞」
日本における生涯学習の先駆的推進者である石門心学の祖、石田梅岩の名を冠した賞。生涯学習に関する調査・研究活動を長期にわたり、グローバルかつローカルに実践する者を表彰する。

### 生涯学習ゆう・あい賞「千登三子賞」
茶道を通した伝統文化継承に取り組み、女性の視点から生涯学習の推進に貢献した公益財団法人生涯学習かめおか財団の初代理事長、千登三子の名を冠した賞。一人ひとりの個性と能力を互いに認め、尊重する共生の立場から、男女共同参画社会の発展に寄与し、生涯学習のまちづくりに業績をあげている者を表彰する。

### 生涯学習共生賞「上田正昭賞」
お互いの多様なあり方を尊重し、クリエイティブに新しい物事を生み出すことに積極的に取り組み、生涯学習活動を通じ、自然環境保全を実践する者を表彰する。

### 生涯学習奨励賞
長期にわたり地域に根ざしたまちづくりを行い、生涯学習活動を通じ、地域の活性化・イメージアップにつながる活動をする者を表彰する。

## 受賞者一覧
- 第1回（2001年）
  - 生涯学習大賞『石田梅岩賞』
    - エットーレ・ジェルピ

  - 生涯学習奨励賞
    - 特定非営利活動法人全国生涯学習まちづくり協会
- 第2回（2002年）
  - 生涯学習奨励賞
    - 亀岡市吹奏楽団
    - 花と緑の会
    - 寄ろ会みなまた
- 第3回（2003年）
  - 生涯学習大賞『石田梅岩賞』
    - 日野原重明

  - 生涯学習奨励賞
    - 齋藤吉子
    - 亀岡生涯学習市民大学運営委員会
- 第4回（2004年）
  - 生涯学習奨励賞
    - 都城ときめき大学
    - 亀岡子どもの本研究会
    - 亀岡祭山鉾連合会
- 第5回（2005年）
  - 生涯学習大賞『石田梅岩賞』
    - 千玄室・（故）千登三子

  - 生涯学習奨励賞
    - 特定非営利活動法人東京雑学大学
    - 佐伯灯籠保存会
- 第6回（2006年）　 
  - 生涯学習ゆう・あい賞『千登三子賞』
    - 福田雅子
- 第7回（2007年）　 
  - 生涯学習大賞『石田梅岩賞』
    - フランソワ・マセ

  - 生涯学習奨励賞
    - 浦添市てだこ学園大学院
    - 亀岡油絵懇話会
- 第8回（2008年） 　
  - 生涯学習ゆう・あい賞『千登三子賞』
    - イーデス・ハンソン

  - 生涯学習奨励賞
    - 京都シニア大学
    - 亀岡市文化資料館友の会
- 第9回（2009年）　 
  - 生涯学習大賞『石田梅岩賞』
    - 赤松良子

  - 生涯学習奨励賞
    - 社団法人心学明誠舎
    - 亀岡市食生活改善推進員協議会
- 第10回（2010年）　
  - 生涯学習ゆう・あい賞『千登三子賞』
    - 樋口恵子

  - 生涯学習共生賞
    - 特定非営利活動法人亀岡 人と自然のネットワーク

  - 生涯学習奨励賞
    - 特定非営利活動法人田舎スイーツ倶楽部
- 第11回（2011年）　
  - 生涯学習大賞『石田梅岩賞』
    - 佐渡裕

  - 生涯学習共生賞
    - 中川重年

  - 生涯学習奨励賞
    - 秋津野塾
- 第12回（2012年）　
  - 生涯学習ゆう・あい賞『千登三子賞』
    - 神田道子

  - 生涯学習共生賞
    - てるはの森の会

  - 生涯学習奨励賞
    - 長澤ちか子
- 第13回（2013年）　
  - 生涯学習大賞『石田梅岩賞』
    - 大谷實

  - 生涯学習共生賞
    - 特定非営利活動法人プロジェクト保津川

  - 生涯学習奨励賞
    - ますみ会
- 第14回（2014年）　
  - 生涯学習ゆう・あい賞『千登三子賞』
    - 坂東眞理子

  - 生涯学習共生賞
    - 亀岡市保津地域アユモドキ保全協議会

  - 生涯学習奨励賞
    - いしがき少年少女合唱団
- 第15回（2015年）
  - 生涯学習大賞『石田梅岩賞』
    - あしなが育英会

  - 生涯学習奨励賞
    - 丹波／亀岡　ききょうの里を作る会
    - 夢コスモス園プロジェクト実行委員会
- 第16回（2016年）
  - 生涯学習ゆう・あい賞『千登三子賞』
    - 本田優子

  - 生涯学習奨励賞
    - 生涯学習ボランティアサークル「ふるさと亀岡ガイドの会」
- 第17回（2017年）
  - 生涯学習大賞『石田梅岩賞』
    - 山折哲雄

  - 生涯学習共生賞『上田正昭賞』
    - 特定非営利活動法人八幡たけくらぶ

  - 生涯学習奨励賞
    - 吉中康子
- 第18回（2018年）
  - 生涯学習ゆう・あい賞『千登三子賞』
    - 浅岡美恵

  - 生涯学習共生賞『上田正昭賞』
    - みずのき美術館

  - 生涯学習奨励賞
    - ナルク亀岡丹の里
- 第19回（2019年）
  - 生涯学習大賞『石田梅岩賞』
    - 松浦晃一郎

  - 生涯学習共生賞『上田正昭賞』
    - 中道高志

  - 生涯学習奨励賞
    - 特定非営利活動法人アントレプレナーシップ開発センター

## 選考委員
- 第1回　上田正昭、上杉孝實、佐々木高明、傳田功、山折哲雄
- 第2回-第5回　上田正昭、上杉孝實、海原徹、佐々木高明、山折哲雄
- 第6回-第9回　上田正昭、上杉孝實、佐々木高明、波多野進、山折哲雄
- 第10回-第12回　上田正昭、上杉孝實、内山隆夫、佐々木高明、山折哲雄
- 第13回-第14回　上田正昭、安藤仁介、上杉孝實、内山隆夫、山折哲雄
- 第15回　上田正昭、安藤仁介、上杉孝實、篠原総一、山折哲雄
- 第16回　山折哲雄、安藤仁介、上杉孝實、篠原総一
- 第17回　上杉孝實、井上満郎、佐々木正子、篠原総一
- 第18回　上杉孝實、井上満郎、加藤暢夫、佐々木正子、篠原総一
- 第19回　上杉孝實、井上満郎、加藤暢夫、佐々木正子、永田萠